# Samenwerkingsakkoord (België)
Een samenwerkingsakkoord (Frans: accord de coopération) is een publiekrechtelijke overeenkomst waarmee twee of meer autonome entiteiten in België (federale staat, gewesten, gemeenschappen) eigen bevoegdheden gezamenlijk uitoefenen. Door zo'n akkoord kunnen overheden gezamenlijke initiatieven nemen of gemeenschappelijke instellingen oprichten en beheren.

## Context
Het Belgisch federalisme is gestoeld op exclusieve bevoegdheden en gelijkwaardigheid tussen federale en deelstatelijke normen. Het uitgangspunt is dus dat elke entiteit volledig autonoom de aangelegenheden regelt die haar toebehoren, zonder tussenkomst of toezicht van andere overheden. Omdat de werkelijkheid zich niet altijd netjes laat opdelen en overleg soms te vrijblijvend is, zijn samenwerkingsakkoorden een essentieel instrument voor coherent beleid.
De techniek is ingevoerd bij de derde staatshervorming (1988-89), voortbouwend op een al bestaande praktijk. Hij werd ingeschreven in artikel 92bis van de bijzondere wet tot hervorming der instellingen (BWHI), wat van samenwerkingsakkoorden een formele rechtsbron maakt. Ze geven uitdrukking aan de federale loyauteit voorzien in de grondwet.

## Soorten

### Parlementair of buitenparlementair
Samenwerkingsakkoorden worden steeds gesloten op het niveau van ministers en regeringen. Om geen afbreuk te doen aan de prerogatieven van de wetgevende macht, bepaalt de bijzondere wet dat in drie gevallen de instemming van de parlementen vereist is om een akkoord in werking te laten treden. Naar analogie met internationale verdragen gaat het om samenwerkingsakkoorden die (i) bij wetgevende norm te regelen materies betreffen, (ii) gevolgen hebben voor de begroting, of (iii) derden individueel verbinden. Pas als het laatste betrokken parlement heeft ingestemd, kan het parlementair samenwerkingsakkoord in voege treden. Het krijgt dan dezelfde bindende kracht als een wetgevende norm en kan niet worden gewijzigd of opgezegd zonder parlementaire instemming. Ook uitvoeringsmaatregelen hebben geen gevolg zolang de vereiste instemmingen niet zijn gegeven. Ondanks deze op het eerste zicht forse garanties, beknotten samenwerkingsakkoorden wel degelijk de rol van het parlement: dat beschikt enkel over een veto zonder amenderingsrecht, wat in de praktijk doorgaans uitmondt in rubber stamping.
Als een samenwerkingsakkoord aan geen van de drie criteria beantwoordt, mag het zelfstandig door de uitvoerende macht worden afgesloten. Men spreekt dan van een buitenparlementair akkoord.

### Verplicht of facultatief
Voor een aantal materies stelt de wet het afsluiten van een samenwerkingsakkoord verplicht. Soms gebeurt dit door een defederalisering pas te laten ingaan na het tot stand komen van een samenwerkingsakkoord. Zolang er geen akkoord is, blijven de overgehevelde bevoegdheden dan federaal. Verplichte samenwerkingsakkoorden kennen in principe een verplicht systeem van geschillenbeslechting, waarbij een bijzonder rechtscollege zich kan uitspreken over de uitlegging en uitvoering van het akkoord. In de praktijk blijft dit arbitragemechanisme dode letter, omdat geen dergelijke rechtscolleges operationeel zijn gemaakt.
Als samenwerkingsakkoorden niet door de bijzondere wet worden voorgeschreven, zijn ze facultatief. De overheden beslissen dan vrij of en waarover ze een akkoord afsluiten. Niets verhindert hen om in dat akkoord vrijwillig te voorzien in opgemelde geschillenbeslechting.
Een speciaal geval zijn de bevoegdheden die dermate met elkaar zijn verweven, dat ze alleen in onderlinge samenwerking kunnen worden uitgeoefend, ook al is dit niet voorgeschreven door de bijzondere wet. Overheden kunnen dan niet wetgevend optreden zonder voorafgaande coördinatie. Het precedent voor deze quasi-verplichte samenwerkingsakkoorden was telecommunicatie.

### Oneigenlijk: protocollen en politieke akkoorden
Soms kiezen politieke overheden bewust voor een vorm van samenwerking buiten het kader van de BWHI. Ze gebruiken dan een andere naam dan 'samenwerkingsakkoord', om niet het vermoeden te wekken dat art. 92bis BWHI erop van toepassing is. De reden kan zijn dat ze onder de parlementaire radar willen blijven. Officieel mogen deze oneigenlijke samenwerkingsakkoorden dan behoren tot de soft law, de inhoud ervan kan wel degelijk vrij hard zijn.

## Totstandkoming
De sluiting van samenwerkingsakkoorden is, vanwege hun conventionele aard, een prerogatief van de uitvoerende macht. Enkel de regeringen kunnen het initiatief nemen en het zijn de bevoegde ministers die de onderhandelingen voeren. Vervolgens is vereist dat het resultaat van de onderhandelingen door alle betrokken regeringen c.q. parlementen wordt goedgekeurd (naargelang het een buitenparlementaire dan wel parlementaire materie betreft).

## Respect voor normatieve bevoegdheden
Samenwerkingsakkoorden moeten de bevoegdheidsverdeling respecteren. Als ze aangelegenheden toevertrouwen aan een onbevoegde overheid of neerkomen op een uitwisseling, afstand of teruggave van bevoegdheden, zijn ze ongrondwettig. Een bevoegde overheid mag zich er in een samenwerkingsakkoord dus niet toe verbinden om haar bevoegdheid niet uit te oefenen, noch die uitoefening afhankelijk stellen van het sluiten van een ander samenwerkingsakkoord. Het Grondwettelijk Hof toonde zich echter zeer soepel in het beoordelen van deze voorwaarde, door toe te laten dat grensoverschrijdende intercommunales van één enkel gewest afhangen, zonder dat de andere gewesten nog kunnen deelnemen of zich verzetten.
Dikwijls bevatten samenwerkingsakkoorden voorschriften over het aanpassen van de wetgeving van de deelnemende overheden. Zo'n engagement vanwege de gewesten wordt verkozen boven een rechtstreekse aanpassing van de regelgeving door het samenwerkingsakkoord zelf, omdat de afdeling wetgeving van de Raad van State dit anders zou beschouwen als een (verboden) overdracht van normatieve bevoegdheid.

## Plaats in de hiërarchie der normen
Samenwerkingsakkoorden zijn ondergeschikt aan de grondwet, het internationaal recht en de bijzondere meerderheidswetten. Over hun positie ten aanzien van wetten en reglementen bestaat debat. Een deel van de rechtsleer verdedigt dat samenwerkingsakkoorden op dezelfde hoogte staan als de norm die ze heeft goedgekeurd (wetten c.q. reglementen). Vanuit deze visie kunnen regelgevers dus naderhand eenzijdig afwijken van een samenwerkingsakkoord, want lex posterior. Ook een eenzijdige opzegging, waar het akkoord daar niet in voorziet, zou dan tot de mogelijkheden behoren. Het meerderheidsstandpunt zegt dat samenwerkingsakkoorden hoger staan dan de goedkeurende norm, omdat ze niet kunnen gewijzigd worden door die normen en omdat ze uit hun aard zelf voorrang moeten hebben (cf. Smeerkaasarrest). Ook een eenzijdige opzegging is dan uitgesloten, tenzij het akkoord er zelf in voorziet.

## Publicatie
Enkel als een samenwerkingsakkoord verbindend is voor derden, moet het gepubliceerd worden in het Belgisch Staatsblad. Een niet te verwaarlozen aantal wordt nooit bekendgemaakt.

## Rechterlijke controle

### Toetsing van samenwerkingsakkoorden
Parlementaire samenwerkingsakkoorden worden door het Grondwettelijk Hof getoetst op hun conformiteit met de grondwet en met de bevoegdheidsverdelende regels. Dit geldt niet enkel voor de instemmingswetten, maar ook voor de inhoud van de akkoorden zelf. De vernietiging van een instemmingswet, om het even van welke entiteit, betekent dat het samenwerkingsakkoord niet langer de goedkeuring geniet van alle parlementen en dus geen effect meer kan hebben. Ook eventuele uitvoeringsbesluiten van het samenwerkingsakkoord kunnen dan geen doorgang meer vinden.
De Raad van State ziet toe op buitenparlementaire samenwerkingsakkoorden. Hij kan het instemmingsbesluit van een regering vernietigen, maar er bestaat geen eensgezindheid over de vraag of dit het samenwerkingsakkoord zelf aantast. In elk geval kunnen particulieren zich beroepen op de exceptie van onwettigheid om de toepassing van een onrechtmatig samenwerkingsakkoord te ontlopen.

### Toetsing aan samenwerkingsakkoorden
Het is een onopgeloste vraag in welke mate rechters kunnen nagaan of wetten, verordeningen en besluiten in overeenstemming zijn met een samenwerkingsakkoord. Aan het Grondwettelijk Hof en de Raad van State is dit expliciet verboden. Hoogstens kan de gewone rechter toepassing maken van de exceptie van onwettigheid.

### Uitlegging en uitvoering van samenwerkingsakkoorden
Geschillen over de interpretatie en uitvoering van samenwerkingsakkoorden komen in principe toe aan de bijzondere rechtscolleges die daarvoor zijn ingesteld. Aangezien die nooit werkelijk operationeel zijn geworden, rijst de vraag of de gewone rechter zich hierover kan uitspreken. Op dit punt is er nog geen jurisprudentie.

## Toepassingen

### Gemeenschappelijke instellingen
Een aantal 'nationale' of 'interfederale' instellingen stoelen op een samenwerkingsakkoord:
- Unia[15]
- Conferentie van Regulatoren voor de elektronische Communicatiesector (CRC)[16]
- Interfederaal Instituut voor de Statistiek (IIS)[17]
- Nationale Plantentuin van België[18]

In andere instellingen zijn de deelstaten geïntegreerd door middel van een samenwerkingsakkoord:
- Instituut voor de Nationale Rekeningen (INR)[17]

### Internationale vertegenwoordiging
Internationale instellingen waar België lid van is, houden zich vaak bezig met zaken die internrechtelijk als gemengde bevoegdheden te beschouwen zijn. De Belgische standpuntbepaling wordt dan gestroomlijnd door een samenwerkingsakkoord, dat meestal onthouding voorschrijft als er geen interne overeenstemming kan worden bereikt. Dit is bijvoorbeeld het geval in het 'standaard' kaderakkoord. Voor andere organen is een specifiek akkoord uitgewerkt:
- Raad van de Europese Unie[20]
- Benelux

## Voetnoten
1. ↑  Art. 92bis, § 1, tweede lid BWHI
2. ↑  Roger Moerenhout, "Verdragen en samenwerkingsakkoorden: afspraken zonder in- of tegenspraak?", in: Tijdschrift voor Belgisch Privaatrecht, 1999, p. 556-563
3. ↑  Art. 92bis, § 2-4undecies BWHI
4. ↑  Art. 92bis, § 5-6 BWHI
5. ↑  Ondanks de Wet van 23 januari 1989 op het rechtscollege bedoeld bij artikel 92bis, § 5 en § 6, en artikel 94, § 3, van de bijzondere wet van 8 augustus 1980 tot hervorming der instellingen.
6. ↑  Arbitragehof, arrest nr. 132/2004 van 14 juli 2004
7. ↑  Bv. het beleidsakkoord van 4 december 2015 over de intra-Belgische burden sharing, dat weliswaar formalisering bij samenwerkingsakkoord in het vooruitzicht stelde.
8. ↑  Patricia Popelier, De wet juridisch bekeken, 2004, p. 340
9. ↑  Grondwettelijk Hof, 3 december 2015, noot Yannick Peeters: Een proeve van pacificatie of een aanzet tot confederalisme?
10. ↑  De raad leidt dit af uit de parlementaire voorbereiding: zie Parl. St. Kamer, B.Z. 1988, nr. 516/6, p. 174: De minister van Institutionele Hervormingen (N) merkt op dat het bepaalde in [artikel 92bis, § 3, van de bijzondere wet van 8 augustus 1980] niets afdoet aan de bevoegdheden van de gewesten. Het gaat hier immers niet om een normatieve of decretale bevoegdheid.
11. ↑  Dit is in de praktijk nog nooit voorgevallen. De Vlaamse gemeenschap heeft er ooit mee gedreigd het akkoord rond het centrum voor jeugddelinquenten van Everberg op te zeggen, maar uiteindelijk liet ze het akkoord uitdoven tot de voorziene termijn.
12. ↑  Kevin Munungu Lungungu en Johanne Poirier, Les accords de coopération entre partenaires fédéraux: entre 'sources du droit' et soft law , in: Isabelle Hachez e.a., Les sources du droit revisitées, vol. 2, Normes internes infraconstitutionnelles, 2013, p. 909
13. ↑  Arbitragehof, arrest nr. 17/1994 van 3 maart 1994
14. ↑  Art. 30bis van de bijzondere wet van 6 januari 1989 en art. 14bis van de Wetten op de Raad van State, gecoördineerd op 12 januari 1973.
15. ↑  Samenwerkingsakkoord van 12 juni 2013 tussen de federale overheid, de gewesten en de gemeenschappen voor de oprichting van het interfederaal Centrum voor gelijke kansen en bestrijding van discriminatie en racisme onder de vorm van een gemeenschappelijke instelling zoals bedoeld in artikel 92bis van de bijzondere wet van 8 augustus 1980
16. ↑  Samenwerkingsakkoord van 17 november 2006 tussen de Federale Staat, de Vlaamse Gemeenschap, de Franse Gemeenschap en de
Duitstalige Gemeenschap betreffende het wederzijds raadplegen bij het opstellen van regelgeving inzake elektronische-communicatienetwerken, het uitwisselen van informatie en de uitoefening van de bevoegdheden met betrekking tot elektronische communicatienetwerken door de regulerende instanties bevoegd voor telecommunicatie of radio-omroep en televisie.
17. 1 2  Samenwerkingsakkoord van 15 juli 2014 tussen de federale staat, het Vlaamse Gewest, het Waalse Gewest en het Brusselse Hoofdstedelijk Gewest, de Vlaamse Gemeenschap, de Franse Gemeenschap, de Duitstalige Gemeenschap, de Gemeenschappelijke Gemeenschapscommissie van Brussel-Hoofdstad en de Franse Gemeenschapscommissie betreffende de nadere regels voor de werking van het Interfederaal Instituut voor de Statistiek, van de Raad van bestuur en de Wetenschappelijke comités van het Instituut voor de nationale rekeningen.
18. ↑  Samenwerkingsakkoord van 17 mei 2013 tussen de Vlaamse Gemeenschap en de Franse Gemeenschap betreffende het beheer en de werking van de 'Nationale Plantentuin van België'
19. ↑  Kaderakkoord van 30 juni 1994 tot samenwerking tussen de Federale Staat, de Gemeenschappen en de Gewesten over de vertegenwoordiging van het Koninkrijk België bij de Internationale Organisaties waarvan de werkzaamheden betrekking hebben op gemengde bevoegdheden (B.S. 19 november 1994)
20. ↑  Samenwerkingsakkoord van 8 maart 1994 tussen de federale staat, de gemeenschappen en de gewesten, met betrekking tot de vertegenwoordiging van het Koninkrijk België in de Ministerraad van de Europese Unie (BS 17 november 1994)